# Brian Lara Cricket Academy
Die Brian Lara Cricket Academy (in den Medien meist vereinfachend als Brian Lara Stadium bezeichnet) ist ein Cricketstadion in San Fernando im karibischen Inselstaat Trinidad und Tobago. Das nach Brian Lara benannte Stadion ist für seine lange Bauzeit und ausufernde Baukosten bekannt.

## Geografie
Das Stadion liegt in Westtrinidad in der Community Tarouba, die formell auf dem Gebiet der Region Princes Town liegt, aber von der Stadt San Fernando administriert wird. Das Stadion liegt dabei östlich von San Fernandos Stadtteil Marabella inmitten von Agrarland. An das Verkehrsnetz angebunden ist das Stadion durch eine eigene Auffahrt auf den Sir Solomon Hochoy Highway, eine der wichtigsten Nord-Süd-Achsen des Landes, die das Stadion für Besucher aus San Fernando, aber auch aus dem 30 Kilometer nördlich gelegenen Ballungszentrum Chaguanas oder der 50 Kilometer nördlich gelegenen Landeshauptstadt Port of Spain erreichbar macht. Der nächstgelegene reguläre Halt der Busse der staatlichen Gesellschaft PTSC befindet sich im vier Kilometer nördlich gelegenen Gasparillo, jedoch wird das Stadion von privaten „Maxi Taxis“ (auf festen Routen verkehrenden Minibussen) bedient, und die staatlichen Busse halten außerhalb der Stoßzeiten auf Wunsch.

## Geschichte
Der Bau war eine politische Entscheidung. Cricket ist gemeinsam mit Fußball Trinidads beliebteste Sportart, und das größte Cricketstadion des Landes, das Queen’s Park Oval, befindet sich im Besitz des privaten Cricketvereins Queen’s Park Cricket Club. Die trinidadische Regierung, damals gestellt von der Partei PNM, wollte dem Queen’s Park Oval ein staatliches Stadion entgegensetzen. Die Beauftragung erfolgte 2004 durch das trinidadische Sportministerium, Bauherr war die ebenfalls staatliche Baugesellschaft UDeCOTT (Urban Development Corporation of Trinidad and Tobago). Die Entwürfe stammen vom US-amerikanischen Architekturbüro Hellmuth, Obata + Kassabaum. Benannt ist das Stadion nach dem ehemaligen trinidadischen Cricketspieler Brian Lara. Gemäß der ursprünglichen Planungen sollte das Stadion rechtzeitig zum Cricket World Cup 2007 errichtet werden, um die Trainingsspiele der Mannschaften aus Irland, Kanada, Pakistan und Südafrika zu beherbergen. Die veranschlagten Baukosten lagen bei 272 Millionen TT$ (damals etwa 32,5 Millionen Euro).
Im September 2006 musste allerdings eingestanden werden, dass die Fertigstellung nicht rechtzeitig erfolgen konnte, und die Spiele wurden durch das ICC in den Sir Frank Worrell Memorial Ground in St. Augustine verlegt. In der Folge stiegen die Baukosten, ohne dass ein Fertigstellungstermin prognostiziert werden konnte. 2009 wurden die Kosten bereits mit 700 Millionen TT$ veranschlagt, und eine Untersuchungskommission unter Vorsitz des renommierten britischen Baugutachters John Uff wurde eingerichtet. Die Kommission erstellte ein Gutachten, das die tragende Stahlkonstruktion des Baus für abbruchreif erklärte, kam aber zu keinem Ergebnis hinsichtlich Verantwortung für die gesamte Bausituation und möglicher Maßnahmen. Im Rahmen der Parlamentswahlen 2010 verlor die regierende PNM die Macht an die konkurrierende Partei UNC, für die die Fertigstellung des Stadions kein prioritäres Projekt war. Ebenfalls 2010 ermittelte die trinidadische Antikorruptionsbehörde ACIB gegen UDeCOTT und die verantwortliche Baufirma Hafeez Karamath Limited (HKL), was einen zusätzlichen Skandal auslöste, als bei einer Razzia in der Villa des HKL-Gründers in großem Umfang Waffen und Drogen sichergestellt wurden. Zwischen 2010 und 2015 wurden erhebliche Mengen Baumaterialien (unter anderem Kupferkabel) aus dem Rohbau gestohlen, ohne dass die verantwortliche Baufirma den Umfang der Diebstähle beziffern konnte. 
Bei den Wahlen 2015 kam die PNM wieder an die Macht und trieb die Fertigstellung des Stadions voran. 2016 wurden Reparaturarbeiten im Umfang von 90 Millionen TT$ an der Baustelle nötig, unter anderem musste die komplette, bereits installierte Bestuhlung ausgetauscht werden. In diesem Zusammenhang wurden erneut Korruptionsvorwürfe laut, die von der UDeCOTT vehement bestritten wurden. Die offizielle Eröffnung des Stadions erfolgte am 13. Mai 2017. Die endgültigen Baukosten betrugen über eine Milliarde TT$ (etwa 124 Millionen Euro), also fast das Vierfache des ursprünglichen Budgets. Der vom Namenspaten Brian Lara geäußerte Wunsch, eine der Tribünen nach dem indischen Cricketspieler Sachin Tendulkar zu benennen, wurde vom trinidadischen Cricketbund abgelehnt.

## Kapazität
Das Stadion verfügt über 15.000 Sitzplätze, die größtenteils aus fester Bestuhlung und zu einem kleinen Teil aus begrünten Terrassen bestehen. Das Areal des Stadions hat eine Größe von einem Hektar und beinhaltet neben dem Stadion und Parkplätzen noch 12 Abschlags-Übungsplätze sowie ein Fitnessstudio.

## Nutzung
Betreiber des Stadions ist die Sports Company of Trinidad and Tobago, eine Ausgründung des trinidadischen Sportministeriums. Die ersten im Stadion ausgetragenen Cricketspiele fanden im Rahmen eines nationalen Twenty20-Turniers im Juni 2017 statt. Die ersten internationalen Spiele waren die Playoffs und das Finale der Caribbean Premier League 2017 im September 2017. Seit der Saison 2017/18 trägt Trinidad und Tobago im Stadion einzelne Heimspiele innerhalb des west-indischen First-Class-Wettbewerbes aus. Abseits des Sports werden während der Karnevalssaison auf dem Stadiongelände Karnevalsfeiern abgehalten. Auch wurden hier fünf Spiele des ICC Men’s T20 World Cup 2024 ausgetragen.